# Ганзенко, Игорь Геннадьевич
Игорь Геннадьевич Ганзенко (28 сентября 1960) — советский и российский график и живописец, художник книги и иллюстратор.

## Биография
Игорь Ганзенко окончил СХШ им. Б. В. Иогансона (1978). Затем, графический факультет Института живописи, скульптуры и архитектуры имени И. Е. Репина; диплом — серия линогравюр «Мой город» (1989). Один из основных и любимых мотивов в работе — городской пейзаж. Оформлял интерьеры. С 1991 года член секции графики Санкт-Петербургского союза художников.
С 1985 года И. Ганзенко участник персональных и групповых выставок в России и за рубежом: Будапешт, Хельсинки и др. Автор мастер классов.
Член Творческого объединения художников печатной графики им. Н. А. Тырсы, принимал участие в выставках объединения (1994—1999).
С 1997 участник выставочных проектов в Санкт-Петербургском Музее игрушки.
Есть среди выпускников академии те, кто работает в реалистической традиции, не отходя от неё полностью, есть те, кто внедряет в своё искусство экспериментальные приемы, оставаясь в целом в рамках фигуративности и не отвергая натурность мировосприятия. Художники работающие в разных видах и жанрах искусства, выражающие различные эстетические предпочтения от импрессионизма до условно-символических форм — к их числу принадлежит Игорь Ганзенко.
Как художник-иллюстратор Ганзенко сотрудничает с издательствами: Вита Нова, Азбука-Аттикус, Детская литература, Качели, Искусство и др.
Оформил и проиллюстрировал десятки книг для детей и взрослых. В том числе: знаменитые тексты раннего средневековья — «Беовульф», «Младшая Эдда», «Песнь о Нибелунгах» (2013),
«Веселый считарь» А. А. Усачева (2011), серия книг Б. Джейкса «Рэдволл» (2003–2008), «В гости к русской бабушке» Т. Полман-Горловой (2003), «Поэты серебряного века» (1998), «Мой английский друг» И. М. Шевчука (1996), «Лирика» Р. М. Рильке (1995), «Святитель Стефан Великопермский» Н. М. Коняева (1993), «Золотой ключик, или Приключения Буратино» А. Н. Толстого (1993), «Побежденный Карабас» Е. Я. Данько (1993), «Ленинградец душой и родом» С. Д. Давыдова (1984) и другие.
Многолетний участник арт-проекта «Художники Санкт-Петербурга на Императорском фарфоровом заводе» (ИФЗ), работал в технике росписи по фарфору. Несколько серий авторских работ художника пошли на Императорский фарфоровый завод в тираж.
Игорь Ганзенко, работя в печатной графике более тридцати лет, создал значительное количество эстампов (цв. линогравюра, литография, шелкография).
Председатель жюри I, III, IV Международной графической биеннале «Кубачинская башня» (Кубачи, Махачкала, Дербент, 2018, 2022).
Постоянный частник пленэра «Кубачинская башня» (Дагестан, 2018, 2022). Диплом биеннале оргкомитета "За высокий профессионализм".
Ганзенко является участником крупного группового проекта (и серии выставок) в формате книги художника — Город как субъективность художника, для которого создал цветную шелкографию «Велодвижение» (Санкт-Петербург, 2020).
Санкт-Петербург — самый «умышленный» город, как говорил Ф. М. Достоевский. Город — имперский, эффектный, но холодный по ощущению. Город, продуваемый ледяными ветрами в зимнюю пору и озаряемый перламутровым светом в белые ночи. Мало, где ещё я видел такую прямизну улиц и ширину проспектов. Плод прихотливой воли Петра. Самый европейский город России. В нём мне повезло родиться, повезло несказанно. В другом месте я не представляю себя никак, и образ Города в моих работах главенствует. В детстве и юности я жил на окраине Ленинграда, в Невском районе, на карте города это место именуется Щемиловка — говорящее название. До поступления в художественную школу, которая была у Обводного канала, в центре города я почти не бывал. Меня окружала унылая хрущёвская архитектура и дома сталинской эпохи. Когда мне довелось идти одному по Кадетской линии Васильевского острова, ещё не подозревая какой вид откроется передо мной, я испытал шоковое состояние, увидев в конце улицы Неву, открывшуюся мне во всей красе и величии. Шок от ощущения Города, это воспоминание живо во мне и теперь.
Художник живёт и работает в Санкт-Петербурге.

## Музейные собрания
- Научная библиотека Эрмитажа. Сектор редких книг и рукописей[25].
- Государственный Русский музей. Отдел гравюры XVIII—ХХI вв.[26]
- Российская национальная библиотека. Отдел эстампов. (Санкт-Петербург)
- Музей современного искусства «Гараж». Коллекция книги художника. (Москва)
- Исаакиевский собор (Санкт-Петербург)[11][27]
- Музей игрушки. (Санкт-Петербург)
- Санкт-Петербургский музей кукол. (Санкт-Петербург)[28].
- Новосибирский государственный художественный музей. (Новосибирск)[29]
- Дагестанский музей изобразительных искусств имени П. С. Гамзатовой. (Махачкала)[30]
- Вологодская областная картинная галерея. (Вологда)[31]
- Новгородский музей-заповедник. (Великий Новгород)[32]
- Чайковская художественная галерея. (Чайковский)
- Киришский историко-краеведческий музей. (Кириши)[33]
- Музей ван Аббе. (Эйндховен)[34].